# One Little Independent Records
One Little Independent Records (ранее One Little Indian Records) — британский независимый лейбл звукозаписи, образованный в Лондоне, Англия, в 1985 году супружеской парой Дереком и Сью Биркеттами (англ. Derek & Sue Birkett) и экс-гитаристом Flux of Pink Indians Тимом Келли на основе Spiderleg Records.
Первого успеха лейбл добился в 1986 году — с релизами A.R. Kane и Flux of Pink Indians. В числе групп, выпускавших впоследствии здесь успешные пластинки, были Kitchens of Distinction, Sugarcubes, Sneaker Pimps, The Shamen, Skunk Anansie, Bjork, Chumbawamba, Alabama 3. В 1985—1998 годы дистрибьютором продукции лейбла был London Records.
В 1990 году One Little Indian создали несколько автономных лейблов-сателлитов: Clean-up Records, Elemental Records, Partisan Records, каждый из которых имел определённый успех с тем или иным «своим» исполнителем (Sneaker Pimps, Alabama 3, Sigur Rós). В 1997 году One Little Indian приобрели Rough Trade Records, а в 2001 году — Nude Records, а также права на выпуск части каталога spinART Records.
Начиная с 1998 года дистрибьютором продукции OLI стала компания Virgin Records.
В 2007 году, после 45 лет сотрудничества с EMI, Пол Маккартни принял решение разорвать все связи с корпорацией. В 2009 году он перевёл весь свой сольный каталог в One Little Indian Records, дав лейблу право перекомпоновывать и перевыпускать все свои пластинки. Здесь же вышел альбом Маккартни и Юса (Youth) Electric Arguments, выпущенный как The Fireman.

## Исполнители One Little Indian
- 2 Bit Pie
- Afterhours
- Alabama 3
- Annie Anxiety Bandez
- A.R. Kane
- Benjamin Zephaniah
- Billy MacKenzie
- Bjork (UK/Iceland)
- Black Box Recorder
- Chumbawamba
- Cody ChesnuTT
- Compulsion
- Credit to the Nation
- Crispin J Glover
- Daisy Chainsaw
- Emiliana Torrini
- Eskimos and Egypt
- Finitribe
- The Fireman
- Flux of Pink Indians
- The Heart Throbs
- Jonathan Rice
- Kitchens of Distinction
- Matthew Ryan
- Minus
- The Mighty Roars
- Nou
- Paul McCartney
- Pernice Brothers
- Popinjays
- Pornohotdog
- QueenAdreena
- Rocket From The Crypt
- Senser
- Shamen
- Sigur Ros
- Sine Star Project
- Skunk Anansie
- Sneaker Pimps
- Sugarcubes
- Supreme Love Gods
- Surrounded
- The Twilight Singers
- They Might Be Giants